# Dorfkirche Willmersdorf (Cottbus)

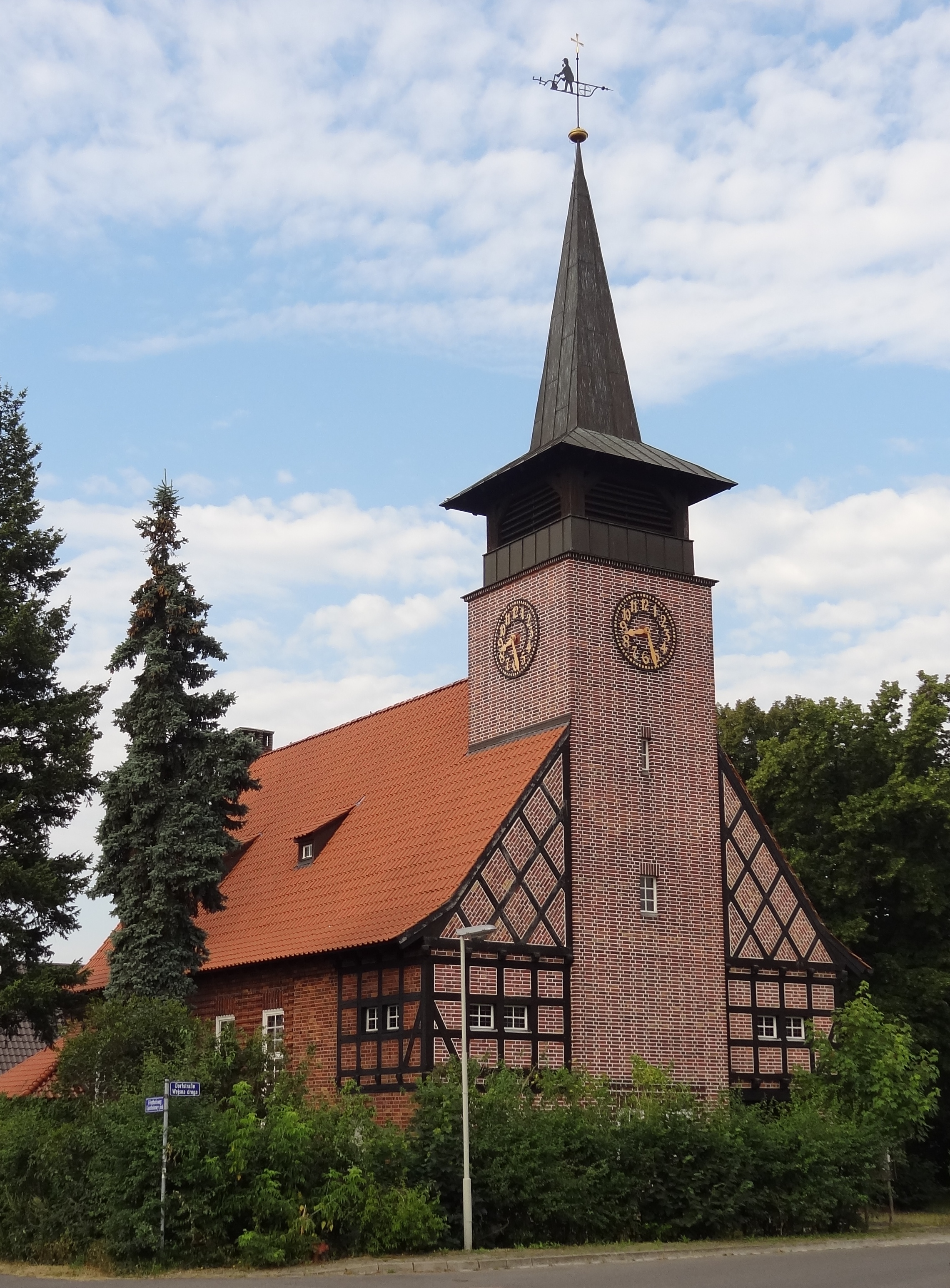
Dorfkirche Willmersdorf (2013)

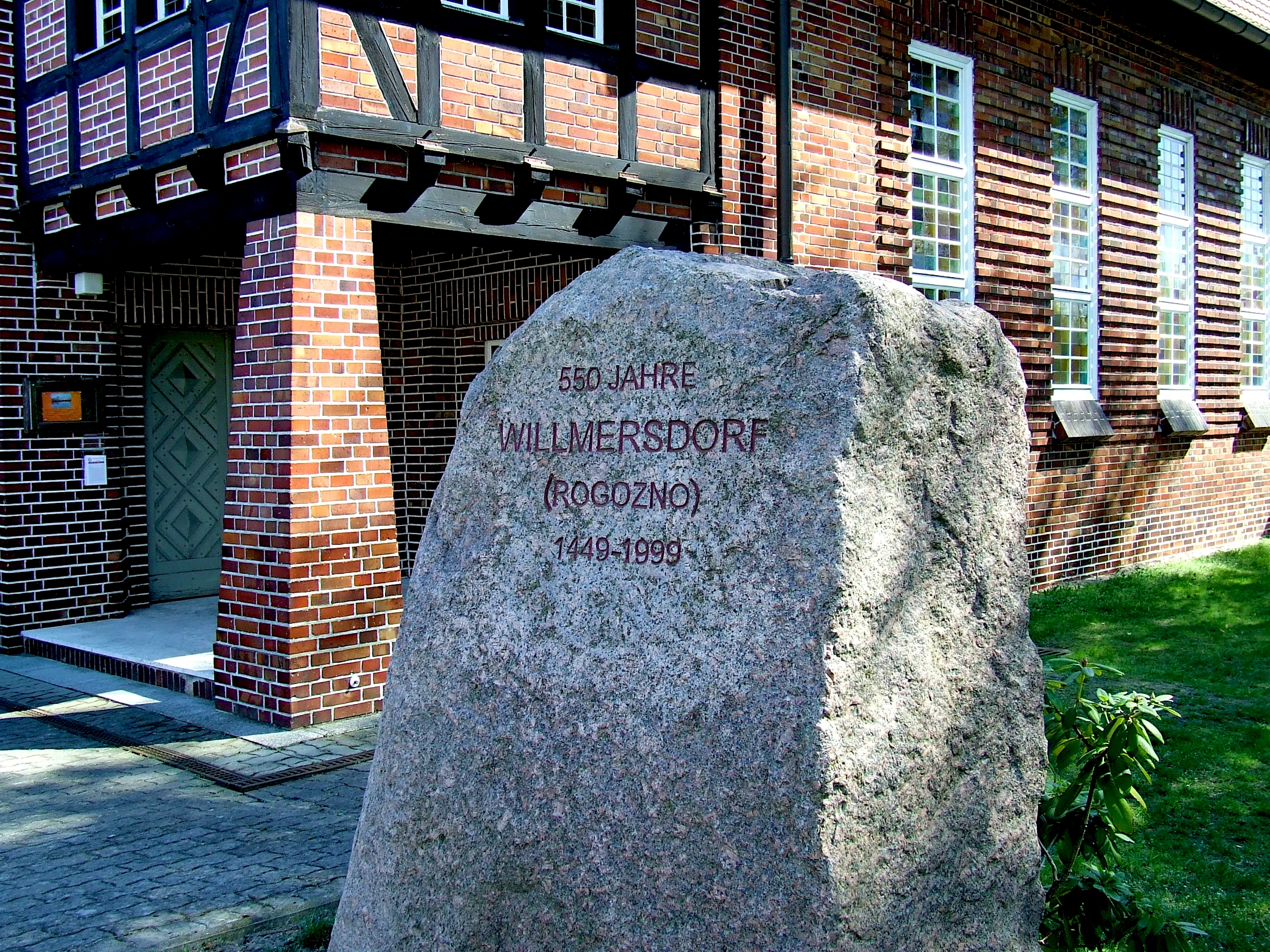
Gedenkstein zur Ersterwähnung vor der Kirche

Die Dorfkirche Willmersdorf ist das Kirchengebäude im Cottbuser Stadtteil Willmersdorf. Es gehört der Klosterkirchengemeinde Cottbus im Kirchenkreis Cottbus, der Teil der Evangelischen Kirche Berlin-Brandenburg-schlesische Oberlausitz ist. Die Kirche steht unter Denkmalschutz.

## Geschichte
Das Gotteshaus wurde 1938 nach den Plänen des Architekten Hans Palm erbaut. Die Orgel aus demselben Baujahr stammt ausweislich der für ihn typischen Plakette von Gustav Heinze. Eine Sanierung erfolgte von 1992 bis 1996, einschließlich Einbau einer Elektro-Anlage und einer Bankheizung. 1998 erhielt der Turm eine Kupferdeckung. Im selben Jahr bekam die Kirche einen neuen Putz sowie einen neuen Anstrich. Nach Abschluss der Arbeiten wurde anlässlich des 550-jährigen Dorfjubiläums ein Gedenkstein vor der Kirche aufgestellt. Die letzte umfassende Modernisierung erfolgte 2015.

## Baubeschreibung
Das Gebäude ist ein Klinkerbau mit einem hohen Satteldach. Die Langhauswände werden durch hohe Fenster und vorspringende Klinkerstreifen strukturiert. Der Nordfassade wurde in der Mitte ein fünfgeschossiger Turm mit zweigeschossigen Anbauten, deren Obergeschosse als Fachwerkbauten mit Ziegelausfachung ausgeführt wurden, vorgesetzt. Die Spitze des Turms bilden ein geschlossener eingezogener Pyramidenhelm mit einem vergoldeten Kreuz sowie einer Wetterfahne, die auf der einen Seite einen Bauern mit Pfeife hinter einem Pflug und auf der anderen Seite ein germanisches Sonnenrad zeigt.
Im Inneren des Kirchengebäudes befindet sich an der Nordwand eine Empore. Die Apsis hat ein rundes Fenster mit der Darstellung eines aussäenden Mannes. Eingangstür, Fensterrahmung und Dachform lassen expressionistische Stilelemente erkennen. Der Innenraum ist tonnengewölbt, die Ausstattung stammt aus der Bauzeit.